# Ecpleopus gaudichaudii
Ecpleopus gaudichaudii is een hagedis uit de familie Gymnophthalmidae.

## Naamgeving
Ecpleopus gaudichaudii werd voor het eerst wetenschappelijk beschreven door André Marie Constant Duméril en Gabriel Bibron in 1839. Het is de enige soort uit het monotypische geslacht Ecpleopus. De soort behoorde lange tijd tot het geslacht Arthroseps, waardoor de verouderde wetenschappelijke naam in de literatuur wordt gebruikt.

### Etymologie
De wetenschappelijke geslachtsnaam Ecpleopus is afgeleid van het Latijnse ecpleos (Grieks ἔκπλεος), dat volledig betekent en pous (Grieks πούς), dat 'voet' betekent. De soortaanduiding gaudichaudii is een eerbetoon aan de Franse natuuronderzoeker Charles Gaudichaud-Beaupré (1789 - 1854).

## Verspreiding en habitat
De soort komt endemisch voor in Brazilië, en alleen in het oosten. Deze hagedissen zijn bodembewonend, ze struinen in de strooisellaag naar kleine prooidiertjes. Op het menu staan voornamelijk pissebedden en rechtvleugeligen.